# Ангрекум
Ангрекумите (Angraecum) са род двусемеделни от семейство Орхидеи (Orchidaceae).
Включва над 200 вида, разпространени главно в Африка и западното крайбрежие на Индийския океан.
Таксонът е описан за пръв път от Жан Батист Бори дьо Сен Венсан през 1804 година.